# Dolores Silva
Dolores Isabel Jácome da Silva (Queluz, 7 agosto 1991) è una calciatrice portoghese, centrocampista del Braga e della nazionale portoghese.

## Carriera

### Club
Dolores Silva inizia la sua carriera calcistica tesserandosi nel 2003 con il Real Sport Clube, società di Queluz con la quale rimane fino al 2007, per trasferirsi all'età di 16 anni al 1º Dezembro di Sintra, dove gioca inizialmente nelle sue formazioni giovanili ma venendo ben presto messa in rosa con la squadra titolare che gioca in Campeonato Nacional, livello di vertice del campionato portoghese.
Con la società di Sintra rimane fino alla stagione 2010-2011, festeggiando con le compagne la conquista di quattro titoli nazionali.
Dopo sei stagioni giocate in Germania, nel maggio 2017 annuncia il suo ritorno in patria trasferendosi assieme alla connazionale e compagna di squadra Laura Luís al Braga.

### Nazionale
Silva inizia ad essere convocata dalla federazione calcistica del Portogallo (Federação Portuguesa de Futebol - FPF) nel 2007, inserita in rosa nella formazione Under-19.
Nel 2007 passa alla nazionale maggiore dove debutta il 4 marzo ad Albufeira, nella partita persa 2-1 (o vinta) con le avversarie della Polonia.

## Palmarès
- Campionato spagnolo: 1

Atlético Madrid: 2018-2019
- Campionato portoghese: 4

1º Dezembro: 2008, 2009, 2010, 2011
- Coppa del Portogallo femminile: 3

1º Dezembro: 2008, 2010, 2011